# Sella (Alicante)
Sella es un municipio español de la Comunidad Valenciana, situado en la provincia de Alicante, en la comarca de la Marina Baja. Cuenta con 592 habitantes (INE 2022).

## Geografía
Situado en la zona meridional de la sierra de Aitana. El mejor acceso es desde Villajoyosa, que se encuentra a 16 km a través de la CV-770.

### Localidades limítrofes
Limita con los términos municipales de Alcolecha, Benifato, Benimantell, Confrides, Finestrat, Orcheta, Penáguila y Relleu.

## Historia
El origen de la población se remonta al establecimiento de una fortaleza musulmana del siglo XIII. Constituyó un importante núcleo de moriscos dependientes del conde de Cocentaina. En el año 1609, antes de su expulsión, estaba integrada por 115 casas, según el censo de Caracena. 
Sella es uno de los ejemplos de la medida tomada por Felipe III de expulsar a los moriscos, con ello despobló a la provincia de Alicante de sus mejores y más laboriosos agricultores.
En aquellos tiempos Sella era el pueblo más próspero de la zona y todo él estaba habitado por moriscos. Con la despoblación se empobreció y perdió su identidad cultural.
Fue repoblada con habitantes de poblaciones cercanas (como Agres, la huerta de Alicante, Cocentaina, Guadalest, Muchamiel, San Juan, etc), cuya jurisdicción estaba detentada por los Calatayud, barones de Agres y Sella. Su iglesia dependió de la de Finestrat hasta el año 1574, en que se erigió como parroquia independiente. Durante mucho tiempo se pensaba que fue repoblada con mallorquines, pero la documentación histórica demuestra lo contrario.

## Geografía humana

### Demografía
Cuenta con una población de 604 habitantes (INE 2024).
| Gráfica de evolución demográfica de Sella entre 1842 y 2021                                                           |
| |
| Población de derecho según los censos de población del INE. Población de hecho según los censos de población del INE. |

El número de sus habitantes ha ido disminuyendo durante todo el siglo XX debido a la emigración hacia la costa: 1856 habitantes en el 1887, 1410 en 1930, 1260 en el 1960, 566 en 1991... Sin embargo, como en Relleu, Orcheta u otros municipios vecinos del interior, la población del municipio ha salido muy recientemente de su endémico saldo demográfico negativo (aunque de manera menos marcada que las otras localidades mencionadas) debido al turismo de interior: de 586 habitantes que había en el 2002, el censo de 2005 arroja una cifra de 633 habitantes, siendo el 14,06% de nacionalidad extranjera, británica y alemana principalmente.
| Evolución demográfica de Sella | Evolución demográfica de Sella | Evolución demográfica de Sella | Evolución demográfica de Sella | Evolución demográfica de Sella | Evolución demográfica de Sella | Evolución demográfica de Sella | Evolución demográfica de Sella | Evolución demográfica de Sella | Evolución demográfica de Sella | Evolución demográfica de Sella | Evolución demográfica de Sella | Evolución demográfica de Sella | Evolución demográfica de Sella | Evolución demográfica de Sella | Evolución demográfica de Sella | Evolución demográfica de Sella | Evolución demográfica de Sella | Evolución demográfica de Sella | Evolución demográfica de Sella |
|                                | 1857                           | 1887                           | 1900                           | 1910                           | 1920                           | 1930                           | 1940                           | 1950                           | 1960                           | 1970                           | 1981                           | 1991                           | 2000                           | 2005                           | 2007                           | 2011                           | 2021                           | 2022                           |                                |
| ------------------------------ | ------------------------------ | ------------------------------ | ------------------------------ | ------------------------------ | ------------------------------ | ------------------------------ | ------------------------------ | ------------------------------ | ------------------------------ | ------------------------------ | ------------------------------ | ------------------------------ | ------------------------------ | ------------------------------ | ------------------------------ | ------------------------------ | ------------------------------ | ------------------------------ | ------------------------------ |
| Población                      | 1694                           | 1856                           | 1758                           | 1658                           | 1605                           | 1410                           | 1454                           | 1423                           | 1260                           | 872                            | 690                            | 566                            | 591                            | 633                            | 639                            | 636                            | 579                            | 592                            |                                |

### Economía
Basada tradicionalmente en la agricultura. Se está desarrollando el sector del turismo interior.

## Administración y política
| Periodo   | Nombre                   | Partido                              |
| --------- | ------------------------ | ------------------------------------ |
| 1979-1983 | José Cantó García        | PSPV-PSOE                            |
| 1983-1987 | José Cantó García        | PSPV-PSOE                            |
| 1987-1991 | Salvador García Cerdá    | PSPV-PSOE                            |
| 1991-1995 | Salvador García Cerdá    | PSPV-PSOE                            |
| 1995-1999 | Vicente Más Plá          | PP                                   |
| 1999-2003 | Vicente Más Plá          | PP                                   |
| 2003-2007 | Vicente Más Plá          | PP                                   |
| 2007-2011 | Vicente Más Plá          | PP                                   |
| 2011-2015 | Natalia Hernández Ferrer | PP                                   |
| 2015-2019 | Mila Llinares Fenollar   | AES (Associació d'Electors de Sella) |
| 2019-2023 | Mila Llinares Fenollar   | AES (Associació d'Electors de Sella) |
| 2023-act. | Mila Llinares Fenollar   | AES (Associació d'Electors de Sella) |

## Monumentos y lugares de interés
- Castillo de Santa Bárbara. Declarado Bien de Interés Cultural (8-3-2001).

- Viejo molino. Interés arquitectónico.

- Iglesia parroquial de Santa Ana.

- Palacio del barón. La torre (siglo XVI) está declarada Bien de Interés Cultural (20-1-1997).

- Paraje de la Font Major.

- Paraje de la Font de l'Alcantara.
- Barranc de l'Arc.

## Fiestas
- Las fiestas patronales se celebran en honor de la Divina Aurora durante el primer fin de semana de octubre. Son característicos de estas fiestas actos como despertadas, partidas de pelota, orquestas y castillo de fuegos artificiales, sin olvidar el tradicional Rosario de la Aurora que tiene lugar en la madrugada y recorre las distintas calles con cánticos tradicionales acompañados de instrumentos de cuerda que empieza desde la calle del Ángel a eso de las 5 de la madrugada y recorre gran parte del pueblo hasta acabar en la plaza al amanecer (la aurora). Durante la marcha la comitiva es acompañada por una rondalla y se entonan cánticos en honor a los diversos santos que dan su nombre a las calles del pueblo.

- Otras fiestas que se celebran son en honor a Santa Bárbara en el mes de diciembre, patrona de la ermita ubicada en el castillo. El acto más relevante es la romería que por la tarde se celebra trasladando a la Santa en procesión desde la iglesia del pueblo hasta la ermita, recorrido muy pintoresco y de gran interés visual. La romería transcurre por la falda del castillo acompañada de la banda de música y de importante descarga pirotécnica. Al llegar al alto del castillo se cantan las coplas tradicionales y se bailan las danzas de Sella.

## Personas destacadas
- Juan Bautista Thous Carrera (Altea, 1815-Benidorm, 1889). Político conservador y cacique de la Marina Baixa afincado en Sella, donde contrajo matrimonio con la familia Cerdá.
- Antonio Giner Cerdá (Sella, 1823-1873). Político liberal y cacique local que reunió una gran fortuna. Apoyó la Rebelión de Boné de 1844.
- José Cerdá Lloret (Sella, 1826-Valencia, 1882). Abogado y político conservador. Diputado a Cortes en 1864, 1867 y 1876. Senador en 1879.
- Francisco José Cerdá Cerdá (Sella, 1834-Valencia, 1903). Canónigo de las Catedrales de Tudela, Solsona y Valencia. De fuerte tendencia carlista.
- Arturo Lizón Giner (Sella, 1938). Abogado y político español. Senador entre 1979 y 1993 y Síndico de Agravios de la Comunidad Valenciana entre 1993 y 1998.
- José Ibáñez Cerdá (Sella, 1913). Secretario de la Biblioteca Nacional entre 1958 y 1963 y Director de la Biblioteca Hispanoamericana entre 1949 y 1983. Hoy da nombre a la biblioteca municipal José Ibáñez Cerdá.
- Natividad Martínez Llorens (Cheste, 1915-Sella, 2016). Hija predilecta de Sella y primera cronista e investigadora local.
- Pablo Vidal Climent (Sella, 1992). Pelotario profesional.